# L'Amant double
L'Amant double (O Amante Duplo em Portugal) é um drama e thriller francês de 2017 dirigido e escrito por François Ozon. Protagonizado por Marine Vacth, com a participação de Jacqueline Bisset, estreou-se no Festival de Cannes 2017, integrando a competição para a Palm d'Or.
Adaptação do romance de Joyce Carol Oates  Lives of the Twins,  publicado originalmente em 1987 sob o pseudónimo Rosamond Smith.

## Enredo
Chloé é uma jovem que, após recorrer a algumas sessões de psicanálise, se envolve com o seu terapeuta (Paul), com quem inicia uma relação amorosa. Quando decidem viver juntos, meses depois, Chloé descobre que Paul mantém em segredo a existência do seu irmão gémeo, também ele psicanalista, cujas sessões Chloé, na tentativa de descobrir o passado do seu namorado, passa a frequentar, entrando assim num jogo de erotismo e manipulação que a levará a enfrentar os seus próprios medos e desejos reprimidos. 

## Elenco
- Marine Vacth - Chloé
- Jérémie Renier - Paul
- Jacqueline Bisset - Mãe de Chloé

## Ficha técnica
- Título original: L'Amant double
- Realização: François Ozon
- Cenário: François Ozon, com a colaboração de Philippe Piazzo, inspirado pelo livro de Joyce Carol Oates "Lives of the Twins"
- Fotografia: Manuel Dacosse
- Montagem: Laure Gardette
- Música: Philippe Rombi
- Produção: Eric e Nicolas Altmayer
- Companhias de Produção: Mandarin Cinema (França), Scope Pictures (Bélgica)
- Empresas de Distribuição: Mars Distribution (França), September Films (Bélgica)
- Orçamento: 7.110.000 €
- País de origem: França, Bélgica
- Formato: Cores -2,35: 1 - D-Cinema
- Duração: 110 minutos
- Gênero: suspense, erótico
- Datas de lançamento:
  - França: 26 de maio de 2017 (Festival de Cannes 2017 e lançamento nacional em simultâneo)
  - Bélgica: 14 de junho de 2017
- Classificação:
  - França: Não recomendado para menores de 12 anos

## Seleção
- Festival de Cannes 2017 : seleção oficial em competição para a Palme d'Or.